# Barbara Deming
Barbara Deming (23 de julio de 1917 – 2 de agosto de 1984) fue una feminista estadounidense defensora del cambio social no violento.

## Biografía
Barbara Deming nació en la ciudad de Nueva York. Asistió a una escuela de amigos (cuáqueros) hasta sus años de escuela secundaria.
Deming dirigió obras de teatro, enseñó literatura dramática y escribió y publicó obras de ficción y no ficción. En un viaje a la India, empezó a leer a Gandhi y se comprometió con la lucha no violenta, siendo su principal causa los derechos de la mujer. Más tarde se hizo periodista y participó activamente en muchas manifestaciones y marchas por la paz y los derechos civiles. Formó parte de un grupo que fue a Hanoi durante la Guerra de Vietnam, y fue encarcelada en numerosas ocasiones por protestar de forma no violenta.
Deming murió el 2 de agosto de 1984.

## Vida Personal
A los dieciséis años se enamoró de una mujer de la edad de su madre y desde entonces fue abiertamente lesbiana. Posteriormente, fue la pareja romántica de la escritora y artista Mary Meigs de 1954 a 1972. Su relación finalmente fracasó, en parte debido a la actitud tímida de Meigs, y el incansable activismo político de Deming.
Durante el tiempo que estuvieron juntas, Meigs y Deming se trasladaron a Wellfleet, (Massachusetts), donde Deming entabló amistad con el escritor y crítico Edmund Wilson y su círculo de amigos. Entre ellos se encontraba la escritora quebequesa Marie-Claire Blais, con quien Meigs entabló una relación sentimental. Meigs, Blais y Deming vivieron juntas durante seis años.
En 1976 Deming se mudó a Florida con su pareja, la artista Jane Verlaine. Verlaine pintó, hizo dibujos de figuras e ilustró varios libros escritos por Deming. Verlaine fue una incansable defensora de las mujeres maltratadas.

## La obra de su vida
Deming creía abiertamente que a menudo eran aquellos a quienes amábamos quienes nos oprimían, y que era necesario reinventar cada día la lucha no violenta.
Creó un cuerpo de teoría no violenta, basado en la acción y la experiencia personal, que se centraba en el potencial de la lucha no violenta en su aplicación al movimiento feminista.
- Deming, Barbara: Prison Notes. New York: Grossman Publishers, 1966.
- Deming, Barbara: On Revolution and Equilibrium. Liberation, February 1968. From the collection: ed. Staughton Lynd and Alice Lynd. Nonviolence in America: A Documentary History. Revised Edition. Maryknoll, New York: Orbis Books, 1995.
- Deming, Barbara: Running Away from Myself: A Dream Portrait of America Drawn from the Movies of the Forties. New York: Grossman Publishers, 1969.
- Deming, Barbara; Berrigan, Daniel; Forest, James; Kunstler, William; Lynd, Staughton; Shaull, Richard; Statements of the Catonsville 9 and Milwaukee 14 Delivered Into Resistance The Advocate Press: 1969.
- Deming, Barbara: Revolution and Equilibrium. New York: Grossman Publishers, 1971.
- Deming, Barbara: Wash Us and Comb Us. New York: Grossman Publishers, 1972.
- Deming, Barbara: We Cannot Live Without Our Lives. New York: Grossman Publishers, 1974.
- Deming, Barbara: A Humming Under My Feet. London: Women's Press (en), 1974.
- Deming, Barbara: Remembering Who We Are. Tallahassee, FL: The Naiad Press, 1981.
- Deming, Barbara; Meyerding, Jane (Editor): We Are All Part of One Another a Barbara Deming Reader. Philadelphia: New Society Publishers, 1984.
- Deming, Barbara; McDaniel, Judith; Biren, Joan E.; Vanderlinde, Sky (Editor): Prisons That Could Not Hold. University of Georgia Press, 1995.
- Deming, Barbara; McDaniel, Judith (Editor) I Change, I Change: Poems. New Victoria Publishers, 1996.

En 1968, Deming firmó el compromiso «Writers and Editors War Tax Protest», comprometiéndose a rechazar el pago de impuestos en protesta contra la guerra de Vietnam.
En 1978 se convirtió en asociada del Women's Institute for Freedom of the Press (del inglés, Instituto de Mujeres por la Libertad de Prensa).

## The Money for Women Fund
En 1975, Deming fundó The Money for Women Fund (del inglés, Fondo Econónimo para Mujeres) para apoyar el trabajo de artistas feministas. Deming ayudó a administrar el fondo, con el apoyo de la artista Mary Meigs. Tras la muerte de Deming en 1984, la organización pasó a llamarse The Barbara Deming Memorial Fund (del inglés, Fondo en Memoria de Barbara Deming). En la actualidad, la fundación es la «agencia de subvenciones feministas en curso más antigua» que «ofrece estímulo y subvenciones a feministas individuales en las artes (escritoras y artistas visuales)».